# Línea 12 (Metrovalencia)
La Línea 12 de Metrovalencia unirá la Línea 10 (que entró en servicio el 17 de mayo de 2022), con el Hospital La Fe.
La nueva Línea 12 permitirá enlazar la Línea 10, entre las paradas de Amado Granell y Quatre Carreres, con el Hospital La Fe de València. Discurrirá por la propia avenida Hermanos Maristas y cruzará la avenida Ausiàs March, hasta enlazar con la calle Isla Cabrera y seguir por la calle Vicent Marco Miranda y llegar hasta la avenida Fernando Abril Martorell, donde se encuentra el centro hospitalario La Fe.
El recorrido constará de aproximadamente 4,1 kilómetros de longitud, de los que 2,2 serán comunes con la Línea 10 partiendo de la estación de Alacant.

## Lugares a los que la línea dará servicio
- Estación del Norte, Plaza de Toros y Parque Central - Alacant.
- Roig Arena - La Fonteta.
- Hospital La Fe - La Fe.